# Аликулов, Асрор Чориевич
Асрор Чориевич Аликулов (узб. Асрор Чориевич Алиқулов; 12 сентября 1978, Мубарек, Узбекская ССР) — узбекский футболист, защитник.
Начал профессиональную карьеру в мубарекском «Машъале» в 1995 году. Оттуда его пригласили в главную команду области каршинский «Насаф», в составе которого Асрор дважды завоевал бронзовые медали чемпионата страны. В 2001 году в составе сборной клубов Узбекистана стал победителем международного турнира «Мердека-кап» в Малайзии.
Перед сезоном 2003 года Аликулов был приглашен в состав ташкентского «Пахтакора». В составе этого клуба он пять раз подряд стал чемпионом страны и столько же раз подряд — обладателем кубка страны.
В процессе подготовки к финальному турниру Кубка Азии 2007 получил тяжёлую травму, но проявив волю и выдержку, вернулся в большой футбол.
В 1999—2008 гг. выступал за сборную Узбекистана. В 2007 году провёл за сборную четыре матча.

## Достижения
- Чемпион Узбекистана: 2003, 2004, 2005, 2006, 2007
- Бронзовый призёр чемпионата Узбекистана: 2000, 2001
- Обладатель Кубка Узбекистана: 2003, 2004, 2005, 2006, 2007
- Полуфиналист Лиги чемпионов Азии: 2002/2003, 2004
- Обладатель Кубка чемпионов Содружества: 2007
- Финалист Кубка чемпионов Содружества: 2008
- Победитель турнира «Мердека-кап»: 2001

## Личная жизнь
Аликулов имеет высшее образование. Окончил Каршинский государственный университет. Он является дипломированным наставником по футболу. Женат. Отец троих детей.